# Aloe rigens
Aloe rigens ist eine Pflanzenart der Gattung der Aloen in der Unterfamilie der Affodillgewächse (Asphodeloideae). Das Artepitheton rigens stammt aus dem Lateinischen, bedeutet ‚steif‘ und verweist auf die steifen Blätter der Art.

## Beschreibung

### Vegetative Merkmale
Aloe rigens wächst in der Regel stammlos, ist einzeln oder bildet kleine Klumpen. Die etwa 24 aufsteigenden bis fast aufrechten, lanzettlich verschmälerten, sehr steifen Laubblätter bilden eine dichte Rosette. Die blass grüne Blattspreite ist 60 bis 80 Zentimeter lang, 12 bis 15 Zentimeter breit und 1,5 bis 2,5 Zentimeter dick. Die spitzen, deltoiden Zähne am Blattrand sind 4 bis 6 Millimeter lang und stehen 20 bis 30 Millimeter voneinander entfernt. Der Blattsaft trocknet gelb bis orangefarben.

### Blütenstände und Blüten
Der Blütenstand weist drei bis vier Zweige auf und erreicht eine Länge von 125 bis 175 Zentimeter. Die ziemlich dichten, zylindrisch spitz zulaufenden Trauben sind 20 bis 30 Zentimeter lang und 6 Zentimeter breit. Die eiförmig-deltoiden Brakteen weisen eine Länge von bis zu 15 Millimeter auf und sind 6 Millimeter breit. Die rosaroten bis trüb scharlachroten Blüten sind sehr kurz flaumhaarig und stehen an 5 bis 6 Millimeter langen Blütenstielen. Die Blüten sind 30 bis 35 Millimeter lang und an ihrer Basis gestutzt. Auf Höhe des Fruchtknotens weisen die Blüten einen Durchmesser von 7 Millimeter auf. Darüber sind sie sehr leicht verengt und schließlich zur Mündung erweitert. Ihre äußeren Perigonblätter sind auf einer Länge von 10 bis 12 Millimetern nicht miteinander verwachsen. Die Staubblätter und der Griffel ragen 2 bis 4 Millimeter aus der Blüte heraus.

### Genetik
Die Chromosomenzahl beträgt {\displaystyle 2n=14}.

## Systematik und Verbreitung
Aloe rigens ist im Norden von Somalia auf sandigen Ebenen oder Felshängen in Höhen von 700 bis 1200 Metern verbreitet. 
Die Erstbeschreibung durch Gilbert Westacott Reynolds und Peter René Oscar Bally wurde 1958 veröffentlicht.

## Nachweise